# Quatrième district congressionnel de l'Oregon
Le 4e district congressionnel de l'Oregon représente la moitié sud des comtés côtiers de l'Oregon, notamment les comtés de Coos, Curry, Lincoln, Lane et Benton, ainsi que la moitié nord-ouest du Comté de Douglas et une partie du Comté de Linn. Il est centré autour des deux villes universitaires de l'État, Eugene et Corvallis, qui abritent respectivement l'Université de l'Oregon et l'Université d'État de l'Oregon. Politiquement, le district est légèrement Démocrate, en raison de la présence des comtés de Lane et Benton, qui abritent plus de la moitié de la population du district. Le Comté de Lincoln penche également pour les démocrates. À l'inverse, le Comté de Douglas est fortement Républicain, tout comme Coos et Curry dans une moindre mesure. Le quartier est représenté par la Démocrate Val Hoyle depuis 2023.

## Historique de vote
| Année | Poste     | Résultats               |
| ----- | --------- | ----------------------- |
| 1992  | Président | Clinton 42,0 % - 32,0 % |
| 1996  | Président | Clinton 45,0 % - 40,0 % |
| 2000  | Président | Bush 49,0 % - 44,0 %    |
| 2004  | Président | Kerry 49,4 % - 49,1 %   |
| 2008  | Président | Obama 54,0 % - 43,0 %   |
| 2012  | Président | Obama 52,0 % - 45,0 %   |
| 2016  | Président | Clinton 46,1 % - 46,0 % |
| 2020  | Président | Biden 51,0 % - 47,0 %   |

## Liste des Représentants du district
| Membre                             | Parti       | Années                            | Congrès        | Histoire électorale |
| ---------------------------------- | ----------- | --------------------------------- | -------------- | --- |
| District établit le 3 janvier 1943 |             |                                   |                | |
| Harris Ellsworth (en)              | Républicain | 3 janvier 1943 - 3 janvier 1957   | 78e - 84e      | Élu en 1942. Réélu en 1944. Réélu en 1946. Réélu en 1948. Réélu en 1950. Réélu en 1952. Réélu en 1954. Perd sa réélection. |
| Charles O. Porter (en)             | Démocrate   | 3 janvier 1957 - 3 janvier 1961   | 85e , 86e      | Élu en 1956. Réélu en 1958. Perd sa réélection. |
| Edwin R. Durno (en)                | Républicain | 3 janvier 1961 - 3 janvier 1963   | 87e            | Élu en 1960. Retrait pour se présenter comme Sénateur des États-Unis. |
| Robert B. Duncan                   | Démocrate   | 3 janvier 1963 - 3 janvier 1967   | 88e , 89e      | Élu en 1962. Réélu en 1964. Retrait pour se présenter comme Sénateur des États-Unis. |
| John R. Dellenback (en)            | Républicain | January 3, 1967 – January 3, 1975 | 90e - 93e      | Élu en 1966. Réélu en 1968. Réélu en 1970. Réélu en 1972. Perd sa réélection. |
| James H. Weaver (en)               | Démocrate   | 3 janvier 1975 - 3 janvier 1987   | 94e - 99e      | Élu en 1974. Réélu en 1976. Réélu en 1978. Réélu en 1980. Réélu en 1982. Réélu en 1984. Retrait pour se présenter comme Sénateur des États-Unis. |
| Peter DeFazio                      | Démocrate   | 3 janvier 1987 - 3 janvier 2023   | 100e - 117e    | Élu en 1986. Réélu en 1988. Réélu en 1990. Réélu en 1992. Réélu en 1994. Réélu en 1996. Réélu en 1998. Réélu en 2000. Réélu en 2002. Réélu en 2004. Réélu en 2006. Réélu en 2008. Réélu en 2010. Réélu en 2012. Réélu en 2014. Réélu en 2016. Réélu en 2018. Réélu en 2020. Retrait. |
| Val Hoyle                          | Démocrate   | 3 janvier 2023 - Présent          | 118e - Présent | Élue en 2022. Réélue en 2024. |

## Résultats des récentes élections
Voici les résultats des dix précédents cycles électoraux dans le district.

### 2004
| Élection de 2004 du 4e district congressionnel de l'Oregon | Élection de 2004 du 4e district congressionnel de l'Oregon | Élection de 2004 du 4e district congressionnel de l'Oregon | Élection de 2004 du 4e district congressionnel de l'Oregon | Élection de 2004 du 4e district congressionnel de l'Oregon |
| ---------------------------------------------------------- | ---------------------------------------------------------- | ---------------------------------------------------------- | ---------------------------------------------------------- | ---------------------------------------------------------- |
| Parti                                                      | Parti                                                      | Candidat                                                   | Votes                                                      | %                                                          |
|                                                            | Démocrate                                                  | Peter DeFazio (sortant)                                    | 228 611                                                    | 60,98                                                      |
|                                                            | Républicain                                                | Jim Feldkamp                                               | 140 882                                                    | 37,58                                                      |
|                                                            | Libertarien                                                | Jacob Boone                                                | 3190                                                       | 0,85                                                       |
|                                                            | Constitution                                               | Michael Paul Marsh                                         | 1799                                                       | 0,48                                                       |
|                                                            | Autres                                                     | Autres                                                     | 427                                                        | 0,11                                                       |
| Total des votes                                            | Total des votes                                            | Total des votes                                            | 374 909                                                    | 100%                                                       |
|                                                            | Les Démocrates conservent                                  |                                                            |                                                            |                                                            |

### 2006
| Élection de 2006 du 4e district congressionnel de l'Oregon | Élection de 2006 du 4e district congressionnel de l'Oregon | Élection de 2006 du 4e district congressionnel de l'Oregon | Élection de 2006 du 4e district congressionnel de l'Oregon | Élection de 2006 du 4e district congressionnel de l'Oregon |
| ---------------------------------------------------------- | ---------------------------------------------------------- | ---------------------------------------------------------- | ---------------------------------------------------------- | ---------------------------------------------------------- |
| Parti                                                      | Parti                                                      | Candidat                                                   | Votes                                                      | %                                                          |
|                                                            | Démocrate                                                  | Peter DeFazio (sortant)                                    | 180 607                                                    | 62,23                                                      |
|                                                            | Républicain                                                | Jim Feldkamp                                               | 109 105                                                    | 37,59                                                      |
|                                                            | Autres                                                     | Autres                                                     | 532                                                        | 0,18                                                       |
| Total des votes                                            | Total des votes                                            | Total des votes                                            | 290 244                                                    | 100%                                                       |
|                                                            | Les Démocrates conservent                                  |                                                            |                                                            |                                                            |

### 2008
| Élection de 2008 du 4e district congressionnel de l'Oregon | Élection de 2008 du 4e district congressionnel de l'Oregon | Élection de 2008 du 4e district congressionnel de l'Oregon | Élection de 2008 du 4e district congressionnel de l'Oregon | Élection de 2008 du 4e district congressionnel de l'Oregon |
| ---------------------------------------------------------- | ---------------------------------------------------------- | ---------------------------------------------------------- | ---------------------------------------------------------- | ---------------------------------------------------------- |
| Parti                                                      | Parti                                                      | Candidat                                                   | Votes                                                      | %                                                          |
|                                                            | Démocrate                                                  | Peter DeFazio (sortant)                                    | 275 143                                                    | 82,34                                                      |
|                                                            | Constitution                                               | Jaynee Germond                                             | 43 133                                                     | 12,91                                                      |
|                                                            | Pacific Green (en)                                         | Mike Beilstein                                             | 13 162                                                     | 3,94                                                       |
|                                                            | Autres                                                     | Autres                                                     | 2708                                                       | 0,81                                                       |
| Total des votes                                            | Total des votes                                            | Total des votes                                            | 334 146                                                    | 100%                                                       |
|                                                            | Les Démocrates conservent                                  |                                                            |                                                            |                                                            |

### 2010
| Élection de 2010 du 4e district congressionnel de l'Oregon | Élection de 2010 du 4e district congressionnel de l'Oregon | Élection de 2010 du 4e district congressionnel de l'Oregon | Élection de 2010 du 4e district congressionnel de l'Oregon | Élection de 2010 du 4e district congressionnel de l'Oregon |
| ---------------------------------------------------------- | ---------------------------------------------------------- | ---------------------------------------------------------- | ---------------------------------------------------------- | ---------------------------------------------------------- |
| Parti                                                      | Parti                                                      | Candidat                                                   | Votes                                                      | %                                                          |
|                                                            | Démocrate                                                  | Peter DeFazio (sortant)                                    | 162 416                                                    | 54,49                                                      |
|                                                            | Républicain                                                | Art Robinson                                               | 129 877                                                    | 43,58                                                      |
|                                                            | Pacific Green (en)                                         | Mike Beilstein                                             | 5215                                                       | 1,75                                                       |
|                                                            | Autres                                                     | Autres                                                     | 544                                                        | 0,18                                                       |
| Total des votes                                            | Total des votes                                            | Total des votes                                            | 298 052                                                    | 100%                                                       |
|                                                            | Les Démocrates conservent                                  |                                                            |                                                            |                                                            |

### 2012
| Élection de 2012 du 4e district congressionnel de l'Oregon | Élection de 2012 du 4e district congressionnel de l'Oregon | Élection de 2012 du 4e district congressionnel de l'Oregon | Élection de 2012 du 4e district congressionnel de l'Oregon | Élection de 2012 du 4e district congressionnel de l'Oregon |
| ---------------------------------------------------------- | ---------------------------------------------------------- | ---------------------------------------------------------- | ---------------------------------------------------------- | ---------------------------------------------------------- |
| Parti                                                      | Parti                                                      | Candidat                                                   | Votes                                                      | %                                                          |
|                                                            | Démocrate                                                  | Peter DeFazio (sortant)                                    | 208 196                                                    | 58,94                                                      |
|                                                            | Républicain                                                | Art Robinson                                               | 138 351                                                    | 39,17                                                      |
|                                                            | Libertarien                                                | Chuck Huntting                                             | 6205                                                       | 1,76                                                       |
|                                                            | Autres                                                     | Autres                                                     | 468                                                        | 0,13                                                       |
| Total des votes                                            | Total des votes                                            | Total des votes                                            | 353 220                                                    | 100%                                                       |
|                                                            | Les Démocrates conservent                                  |                                                            |                                                            |                                                            |

### 2014
| Élection de 2014 du 4e district congressionnel de l'Oregon | Élection de 2014 du 4e district congressionnel de l'Oregon | Élection de 2014 du 4e district congressionnel de l'Oregon | Élection de 2014 du 4e district congressionnel de l'Oregon | Élection de 2014 du 4e district congressionnel de l'Oregon |
| ---------------------------------------------------------- | ---------------------------------------------------------- | ---------------------------------------------------------- | ---------------------------------------------------------- | ---------------------------------------------------------- |
| Parti                                                      | Parti                                                      | Candidat                                                   | Votes                                                      | %                                                          |
|                                                            | Démocrate                                                  | Peter DeFazio (sortant)                                    | 181 624                                                    | 58,55                                                      |
|                                                            | Républicain                                                | Art Robinson                                               | 116 534                                                    | 37,57                                                      |
|                                                            | Pacific Green (en)                                         | Mike Beilstein                                             | 6863                                                       | 2,21                                                       |
|                                                            | Libertarien                                                | David L. Chester                                           | 4676                                                       | 1,51                                                       |
|                                                            | Autres                                                     | Autres                                                     | 482                                                        | 0,16                                                       |
| Total des votes                                            | Total des votes                                            | Total des votes                                            | 310 179                                                    | 100%                                                       |
|                                                            | Les Démocrates conservent                                  |                                                            |                                                            |                                                            |

### 2016
| Élection de 2016 du 4e district congressionnel de l'Oregon | Élection de 2016 du 4e district congressionnel de l'Oregon | Élection de 2016 du 4e district congressionnel de l'Oregon | Élection de 2016 du 4e district congressionnel de l'Oregon | Élection de 2016 du 4e district congressionnel de l'Oregon |
| ---------------------------------------------------------- | ---------------------------------------------------------- | ---------------------------------------------------------- | ---------------------------------------------------------- | ---------------------------------------------------------- |
| Parti                                                      | Parti                                                      | Candidat                                                   | Votes                                                      | %                                                          |
|                                                            | Démocrate                                                  | Peter DeFazio (sortant)                                    | 220 628                                                    | 55,49                                                      |
|                                                            | Républicain                                                | Art Robinson                                               | 157 743                                                    | 39,68                                                      |
|                                                            | Pacific Green (en)                                         | Mike Beilstein                                             | 12 194                                                     | 3,07                                                       |
|                                                            | Libertarien                                                | Gil Guthrie                                                | 6527                                                       | 1,64                                                       |
|                                                            | Autres                                                     | Autres                                                     | 476                                                        | 0,12                                                       |
| Total des votes                                            | Total des votes                                            | Total des votes                                            | 397 568                                                    | 100%                                                       |
|                                                            | Les Démocrates conservent                                  |                                                            |                                                            |                                                            |

### 2018
| Élection de 2018 du 4e district congressionnel de l'Oregon | Élection de 2018 du 4e district congressionnel de l'Oregon | Élection de 2018 du 4e district congressionnel de l'Oregon | Élection de 2018 du 4e district congressionnel de l'Oregon | Élection de 2018 du 4e district congressionnel de l'Oregon |
| ---------------------------------------------------------- | ---------------------------------------------------------- | ---------------------------------------------------------- | ---------------------------------------------------------- | ---------------------------------------------------------- |
| Parti                                                      | Parti                                                      | Candidat                                                   | Votes                                                      | %                                                          |
|                                                            | Démocrate                                                  | Peter DeFazio (sortant)                                    | 208 710                                                    | 55,97                                                      |
|                                                            | Républicain                                                | Art Robinson                                               | 152 414                                                    | 40,87                                                      |
|                                                            | Pacific Green (en)                                         | Mike Beilstein                                             | 5956                                                       | 1,60                                                       |
|                                                            | Libertarien                                                | Richard Jacobson                                           | 5370                                                       | 1,44                                                       |
|                                                            | Autres                                                     | Autres                                                     | 443                                                        | 0,12                                                       |
| Total des votes                                            | Total des votes                                            | Total des votes                                            | 372 893                                                    | 100%                                                       |
|                                                            | Les Démocrates conservent                                  |                                                            |                                                            |                                                            |

### 2020
| Élection de 2020 du 4e district congressionnel de l'Oregon | Élection de 2020 du 4e district congressionnel de l'Oregon | Élection de 2020 du 4e district congressionnel de l'Oregon | Élection de 2020 du 4e district congressionnel de l'Oregon | Élection de 2020 du 4e district congressionnel de l'Oregon |
| ---------------------------------------------------------- | ---------------------------------------------------------- | ---------------------------------------------------------- | ---------------------------------------------------------- | ---------------------------------------------------------- |
| Parti                                                      | Parti                                                      | Candidat                                                   | Votes                                                      | %                                                          |
|                                                            | Démocrate                                                  | Peter DeFazio (sortant)                                    | 240 950                                                    | 51,52                                                      |
|                                                            | Républicain                                                | Alex Skarlatos                                             | 216 081                                                    | 46,20                                                      |
|                                                            | Pacific Green (en)                                         | Daniel Hoffay                                              | 10 118                                                     | 2,16                                                       |
|                                                            | Autres                                                     | Autres                                                     | 556                                                        | 0,12                                                       |
| Total des votes                                            | Total des votes                                            | Total des votes                                            | 467 705                                                    | 100%                                                       |
|                                                            | Les Démocrates conservent                                  |                                                            |                                                            |                                                            |

### 2022
| Primaire Démocrate de 2022 du 4e district congressionnel de l'Oregon | Primaire Démocrate de 2022 du 4e district congressionnel de l'Oregon | Primaire Démocrate de 2022 du 4e district congressionnel de l'Oregon | Primaire Démocrate de 2022 du 4e district congressionnel de l'Oregon | Primaire Démocrate de 2022 du 4e district congressionnel de l'Oregon |
| -------------------------------------------------------------------- | -------------------------------------------------------------------- | -------------------------------------------------------------------- | -------------------------------------------------------------------- | -------------------------------------------------------------------- |
| Parti                                                                | Parti                                                                | Candidat                                                             | Votes                                                                | %                                                                    |
|                                                                      | Démocrate                                                            | Val Hoyle                                                            | 56 153                                                               | 64,0                                                                 |
|                                                                      | Démocrate                                                            | Doyle Canning                                                        | 14 245                                                               | 16,2                                                                 |
|                                                                      | Démocrate                                                            | Sami Al-Abdrabbuh                                                    | 6080                                                                 | 6,9                                                                  |
|                                                                      | Démocrate                                                            | John Selker                                                          | 4738                                                                 | 5,4                                                                  |
|                                                                      | Démocrate                                                            | Andrew Kalloch                                                       | 4322                                                                 | 4,9                                                                  |
|                                                                      | Démocrate                                                            | G. Tommy Smith                                                       | 1278                                                                 | 1,5                                                                  |
|                                                                      | Démocrate                                                            | Jake Matthews                                                        | 607                                                                  | 0,7                                                                  |
|                                                                      | Démocrate                                                            | Steve William Laible                                                 | 292                                                                  | 0,3                                                                  |

| Primaire Républicaine de 2022 du 4e district congressionnel de l'Oregon | Primaire Républicaine de 2022 du 4e district congressionnel de l'Oregon | Primaire Républicaine de 2022 du 4e district congressionnel de l'Oregon | Primaire Républicaine de 2022 du 4e district congressionnel de l'Oregon | Primaire Républicaine de 2022 du 4e district congressionnel de l'Oregon |
| ----------------------------------------------------------------------- | ----------------------------------------------------------------------- | ----------------------------------------------------------------------- | ----------------------------------------------------------------------- | ----------------------------------------------------------------------- |
| Parti                                                                   | Parti                                                                   | Candidat                                                                | Votes                                                                   | %                                                                       |
|                                                                         | Républicain                                                             | Alex Skarlatos                                                          | 58 655                                                                  | 100%                                                                    |

| Élection de 2022 du 4e district congressionnel de l'Oregon | Élection de 2022 du 4e district congressionnel de l'Oregon | Élection de 2022 du 4e district congressionnel de l'Oregon | Élection de 2022 du 4e district congressionnel de l'Oregon | Élection de 2022 du 4e district congressionnel de l'Oregon |
| ---------------------------------------------------------- | ---------------------------------------------------------- | ---------------------------------------------------------- | ---------------------------------------------------------- | ---------------------------------------------------------- |
| Parti                                                      | Parti                                                      | Candidat                                                   | Votes                                                      | %                                                          |
|                                                            | Démocrate                                                  | Val Hoyle                                                  | 171 372                                                    | 50,5                                                       |
|                                                            | Républicain                                                | Alex Skarlatos                                             | 146 055                                                    | 43,1                                                       |
|                                                            | Independent Oregon (en)                                    | Levi Leatherberry                                          | 9052                                                       | 2,7                                                        |
|                                                            | Constitution                                               | Jim Howard                                                 | 6075                                                       | 1,8                                                        |
|                                                            | Pacific Green (en)                                         | Michael Beilstein                                          | 6033                                                       | 1,8                                                        |
|                                                            | Write-In                                                   | Write-In                                                   | 490                                                        | 0,1                                                        |
| Total des votes                                            | Total des votes                                            | Total des votes                                            | 339 077                                                    | 100%                                                       |
|                                                            | Les Démocrates conservent                                  |                                                            |                                                            |                                                            |

### 2024
| Primaire Démocrate de 2024 du 4e district congressionnel de l'Oregon | Primaire Démocrate de 2024 du 4e district congressionnel de l'Oregon | Primaire Démocrate de 2024 du 4e district congressionnel de l'Oregon | Primaire Démocrate de 2024 du 4e district congressionnel de l'Oregon | Primaire Démocrate de 2024 du 4e district congressionnel de l'Oregon |
| -------------------------------------------------------------------- | -------------------------------------------------------------------- | -------------------------------------------------------------------- | -------------------------------------------------------------------- | -------------------------------------------------------------------- |
| Parti                                                                | Parti                                                                | Candidat                                                             | Votes                                                                | %                                                                    |
|                                                                      | Démocrate                                                            | Val Hoyle (sortante)                                                 | 73 444                                                               | 98,4                                                                 |

| Primaire Républicaine de 2024 du 4e district congressionnel de l'Oregon | Primaire Républicaine de 2024 du 4e district congressionnel de l'Oregon | Primaire Républicaine de 2024 du 4e district congressionnel de l'Oregon | Primaire Républicaine de 2024 du 4e district congressionnel de l'Oregon | Primaire Républicaine de 2024 du 4e district congressionnel de l'Oregon |
| ----------------------------------------------------------------------- | ----------------------------------------------------------------------- | ----------------------------------------------------------------------- | ----------------------------------------------------------------------- | ----------------------------------------------------------------------- |
| Parti                                                                   | Parti                                                                   | Candidat                                                                | Votes                                                                   | %                                                                       |
|                                                                         | Républicain                                                             | Monique DeSpain                                                         | 31 436                                                                  | 57,8                                                                    |
|                                                                         | Républicain                                                             | Amy Ryan Courser                                                        | 22 418                                                                  | 41,2                                                                    |

| Élection de 2024 du 4e district congressionnel de l'Oregon | Élection de 2024 du 4e district congressionnel de l'Oregon | Élection de 2024 du 4e district congressionnel de l'Oregon | Élection de 2024 du 4e district congressionnel de l'Oregon | Élection de 2024 du 4e district congressionnel de l'Oregon |
| ---------------------------------------------------------- | ---------------------------------------------------------- | ---------------------------------------------------------- | ---------------------------------------------------------- | ---------------------------------------------------------- |
| Parti                                                      | Parti                                                      | Candidat                                                   | Votes                                                      | %                                                          |
|                                                            | Démocrate                                                  | Val Hoyle (sortante)                                       | TBD                                                        | TBD                                                        |
|                                                            | Républicain                                                | Monique DeSpain                                            | TBD                                                        | TBD                                                        |
|                                                            | Pacific Green (en)                                         | Justin Filip                                               | TBD                                                        | TBD                                                        |
|                                                            | Libertarien                                                | Dan Bahlen                                                 | TBD                                                        | TBD                                                        |
|                                                            | Write-In                                                   | Write-In                                                   | TBD                                                        | TBD                                                        |
| Total des votes                                            | Total des votes                                            | Total des votes                                            | TBD                                                        | 100%                                                       |
|                                                            |                                                            |                                                            |                                                            |                                                            |

## Frontières historiques du district
Le district a gagné la majeure partie du Comté de Joséphine du 2e district lors du redécoupage de 2002, mais a également perdu la majeure partie de la zone Grants Pass au profit du deuxième district,.

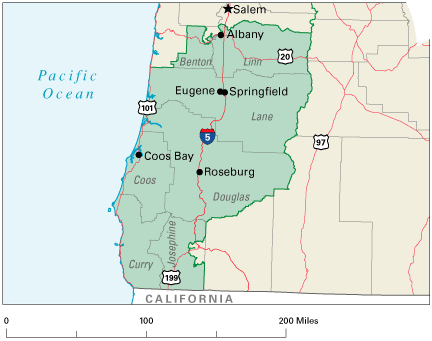
2003 - 2013

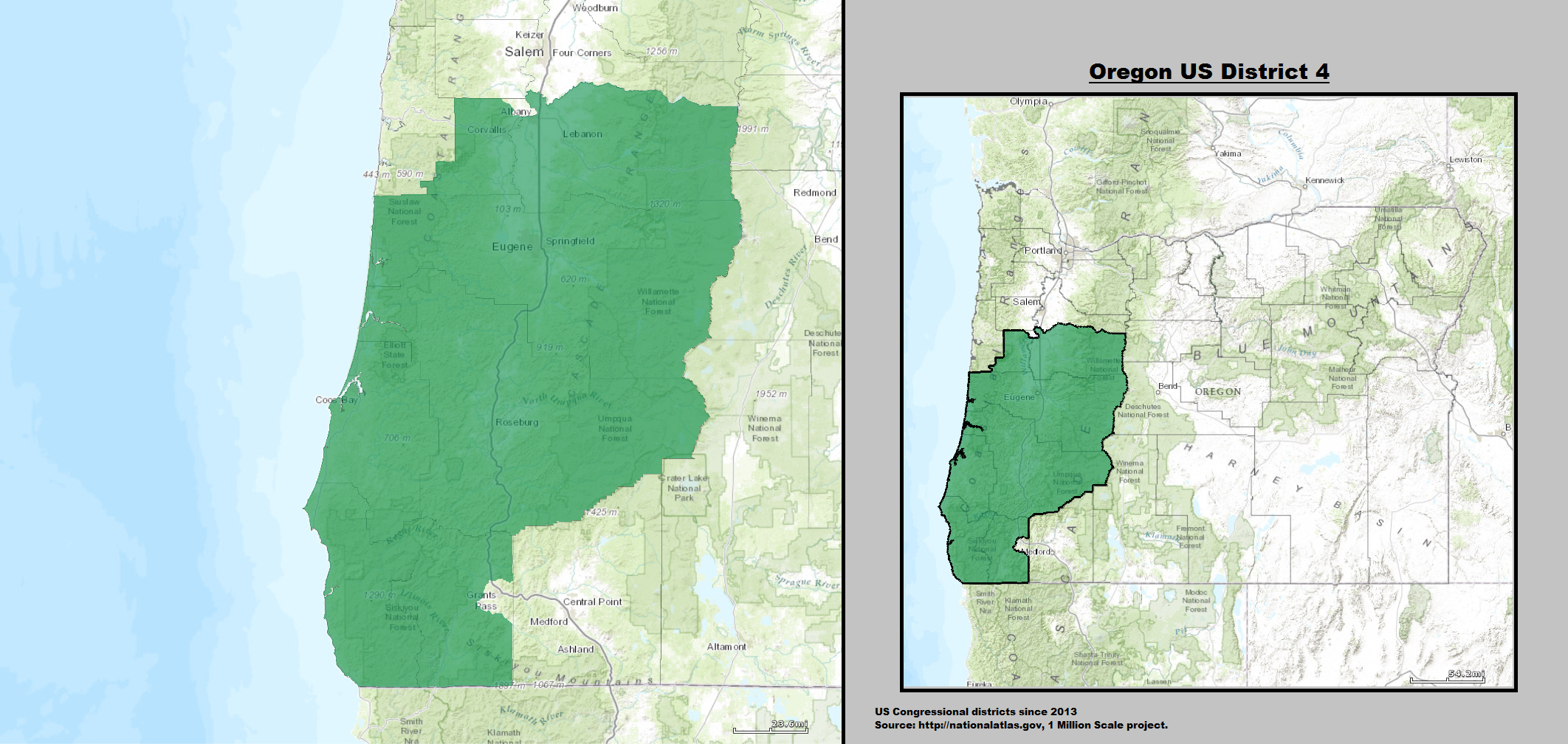
2013 - 2023